# Château des Mauberets
 (novembre 2022).
Si vous disposez d'ouvrages ou d'articles de référence ou si vous connaissez des sites web de qualité traitant du thème abordé ici, merci de compléter l'article en donnant les références utiles à sa vérifiabilité et en les liant à la section « Notes et références ».
Le château des Mauberets  est un château situé à La Sauzière-Saint-Jean, dans le Tarn (France).

## Historique
Le château des Mauberets a très sûrement été élevé à la fin du XVIIe siècle, ou au début du XVIIIe siècle. Même s'il garde un aspect général rappelant cette époque, il a subi quelques remaniements au cours des XIXe et XXe siècles, et possède aussi une toiture neuve[réf. souhaitée].

## Architecture
Le château des Mauberets est un corps de logis carré en brique s'élevant sur trois étages, dont un sous combles. Ses quatre angles sont flanqués de tours, de différentes formes et hauteurs. Ainsi, elles sont toutes carrées, sauf celle de l'angle Nord-Ouest, ronde. De plus, la tour carrée du Sud-Ouest surmonte les autres de près d'un étage.
L'ensemble des façades présentent de sobres mais élégants ornements, réunissant chaînages, bandeaux et moulure. La forme rectangulaire des fenêtres des tours leurs confèrent une allure particulière. Les hautes ouvertures du logis sont quant à elles arrondies[réf. souhaitée].